# Книга спостережень
«Книга спостережень» — збірка есеїв та статей українського науковця  Євгена Маланюка, що підсумовує його науково-публіцистичний доробок. Перше видання, упорядковане самим автором, вийшло у двох томах (1962-го та 1966-го років відповідно). В Україні в 1990-х вийшло два неповні перевиднання збірки.
Твір входить до переліку ста найкращих книжок від українського ПЕНу.

## Відмінності між виданнями
До першого тому оригінального видання увійшло 42 есеї, поділені на підрозділи «Від Кобзаря до нації», «Слідами національної мислі», «Постаті», «Rossica», «Varia»; до другого тому — 32 есеї, з підрозділами «Мистецтво і творчість», «Студії і роздуми», «Недавнє минуле», «Документи доби».
До видання 1997-го року увійшло 36 есеїв та фрагментів з обох томів, що присвячені здебільшого літературі.

## Рецепція
Юрій Андрухович, у розмові з Володимиром Єрмоленком в програмі «Україна розумна» зазначив, що шанує культурологічні розвідки Маланюка. На його думку, погляди Маланюка являють собою систему, позбавлену протиріч — хоча й не всі його ідеї витримують випробування часом.

## Видання
- Книга спостережень: проза.
  - Т. 1 [Архівовано 25 вересня 2021 у Wayback Machine.] – Торонто: Друкарня Видачничої Спілки "Гомін України", 1962. – 528 с.
  - Т. 2 [Архівовано 25 вересня 2021 у Wayback Machine.] – Нью-Йорк: Друкарня Видачничої Спілки "Гомін України", 1966. – 480 с.
- Книга спостережень: фрагменти. – Київ: Атіка, 1995. – 237 с.
- Книга спостережень: Статті про літературу [Архівовано 25 вересня 2021 у Wayback Machine.]. – Київ: Дніпро, 1997. – 430 с.